# Sockel C32
Sockel C32 ist ein Land-Grid-Array-CPU-Sockel ohne Einfügungskraft, der von AMD für die Single-CPU- und Dual-CPU-Server der Opteron 4000-Serie entwickelt wurde. Er ist der Nachfolger vom Sockel AM3 für Single-CPU-Server und der Nachfolger vom Sockel F für Low-End-Dual-CPU-Server (High-End-Dual-CPU-Server verwenden Sockel G34). Der Sockel C32 unterstützt zwei DDR3-SDRAM-Kanäle. Er basiert auf dem Sockel F und verwendet einen ähnlichen 1207-poligen LGA-Sockel, ist jedoch aufgrund der Verwendung von DDR3-SDRAM anstelle des DDR2-SDRAM, das von Sockel F-Plattformen verwendet wird, weder physisch noch elektrisch mit dem Sockel F kompatibel.
Sockel C32 wurde am 23. Juni 2010 als Teil der San Marino-Plattform mit den Opteron 4100 „Lisbon“-Prozessoren mit vier und sechs Kernen eingeführt.
Sockel C32 unterstützt auch die im November 2011 eingeführten „Valencia“-Opterons auf Bulldozer-Basis mit sechs und acht Kernen.
Sowohl Sockel C32 als auch Sockel G34 wurden 2017 vom Sockel SP3 für Single- und Dual-CPU-Server abgelöst, das Zen-basierte Epyc-CPUs unterstützt und die Nachfolger aller Familien von Opteron-CPUs wurden.

## Chipsatz
Wie Sockel G34 verwendet der Sockel C32 auch die AMD-Chipsätze SR5690, SR5670 und SR5650. Sockel C32 wird auch in der Adelaide-Plattform mit extrem niedrigem Stromverbrauch mit dem SR5650-Chipsatz und HT1-Verbindungen anstelle von HT3.1 verwendet.